# Championnat d'Israël de football 2018-2019
Navigation
Édition précédente Édition suivante
La saison 2018-2019 est la 77e édition du championnat d'Israël de football. Elle oppose les quatorze meilleurs clubs d'Israël lors d'une première phase de vingt-six journées. À l'issue de cette première phase, les six premiers disputent la poule pour le titre, tandis que les huit derniers prennent part à la poule de relégation, qui voit les deux derniers être relégués en Liga Leumit.
Trois places qualificatives pour les compétitions européennes seront attribuées par le biais du championnat (1 place au deuxième tour de qualification de Ligue des champions 2019-2020 et 2 places au premier tour de qualification de Ligue Europa). Une place au troisième tour de qualification pour la Ligue Europa sera garantie au vainqueur de la State Cup.

## Participants
| \| Beitar Jérusalem Bnei Yehoudah Bnei Sakhnin Ashdod Hapoël Tel-Aviv Hapoël Beer-Sheva Hapoël Haïfa Hapoël Kiryat Shmona Hapoël Raanana Maccabi Haïfa Maccabi Petah-Tikva Maccabi Netanya Hapoël Hadera Maccabi Tel-Aviv \| Localisation des clubs. |
| Beitar Jérusalem Bnei Yehoudah Bnei Sakhnin Ashdod Hapoël Tel-Aviv Hapoël Beer-Sheva Hapoël Haïfa Hapoël Kiryat Shmona Hapoël Raanana Maccabi Haïfa Maccabi Petah-Tikva Maccabi Netanya Hapoël Hadera Maccabi Tel-Aviv                               |

Légende des couleurs
- Premier tour de qualification de la Ligue des Champions 2018-2019
- Deuxième tour de qualification de la Ligue Europa 2018-2019
- Premier tour de qualification de la Ligue Europa 2018-2019
- Promu de Liga Leumit 2017-2018

| Club                 | Classement 2017-2018 | Entraîneur       | Stade            | Capacité théorique |
| -------------------- | -------------------- | ---------------- | ---------------- | ------------------ |
| Hapoël Beer-Sheva    | 1                    | Barak Bakhar     | Stade Turner     | 16 126             |
| Maccabi Tel-Aviv     | 2                    | Vladimir Ivić    | Stade de Netanya | 13 610             |
| Beitar Jérusalem     | 3                    | Guy Luzon        | Stade Teddy      | 31 733             |
| Hapoël Haïfa         | 4                    | Nir Klinger      | Stade Sammy-Ofer | 30 942             |
| Maccabi Netanya      | 5                    | Slobodan Drapić  | Stade de Netanya | 13 610             |
| Bnei Yehoudah        | 6                    | Yossi Abukasis   | Stade HaMoshava  | 11 500             |
| Hapoël Kiryat Shmona | 7                    | Haim Silvas      | Stade municipal  | 5 300              |
| Maccabi Petah-Tikva  | 8                    | Elisha Levy      | Stade HaMoshava  | 11 500             |
| Hapoël Raanana       | 9                    | Meni Koretski    | Stade de Netanya | 13 610             |
| Maccabi Haïfa        | 10                   | Fred Rutten      | Stade Sammy-Ofer | 30 942             |
| Bnei Sakhnin         | 11                   | Benny Ben Zaken  | Stade Doha       | 8 500              |
| MS Ashdod            | 12                   | Blagoja Milevski | Stade Yud-Alef   | 7 800              |
| Hapoël Tel-Aviv FC   | 1(LL)                | Kobi Refua       | Stade HaMoshava  | 11 500             |
| Hapoël Hadera FC     | 2 (LL)               | Niso Avitan      | Stade de Netanya | 13 610             |

## Compétition

### Première phase

#### Classement
Le classement est établi sur le barème de points classique (victoire à 3 points, match nul à 1, défaite à 0).
| Rang | Équipe               | Pts | J  | G  | N  | P  | Bp | Bc | Diff |
| ---- | -------------------- | --- | -- | -- | -- | -- | -- | -- | ---- |
| 1    | Maccabi Tel-Aviv     | 66  | 26 | 20 | 6  | 0  | 57 | 12 | +45  |
| 2    | Maccabi Haïfa        | 44  | 26 | 12 | 8  | 6  | 34 | 27 | +7   |
| 3    | Maccabi Netanya      | 43  | 26 | 12 | 7  | 7  | 34 | 29 | +5   |
| 4    | Hapoël Beer-Sheva T  | 39  | 26 | 10 | 9  | 7  | 36 | 32 | +4   |
| 5    | Bnei Yehoudah        | 37  | 26 | 10 | 7  | 9  | 39 | 25 | +14  |
| 6    | Hapoël Hadera FC P   | 33  | 26 | 9  | 6  | 11 | 30 | 41 | -11  |
| 7    | Hapoël Haïfa S       | 32  | 26 | 7  | 11 | 8  | 42 | 37 | +5   |
| 8    | Hapoël Tel-Aviv FCP  | 31  | 26 | 6  | 13 | 7  | 26 | 23 | +3   |
| 9    | Hapoël Kiryat Shmona | 30  | 26 | 7  | 9  | 10 | 25 | 28 | -3   |
| 10   | Hapoël Raanana       | 30  | 26 | 6  | 12 | 8  | 20 | 30 | -10  |
| 11   | Beitar Jérusalem     | 29  | 26 | 7  | 8  | 11 | 32 | 37 | -5   |
| 12   | Maccabi Petach-Tikva | 28  | 26 | 6  | 10 | 10 | 26 | 40 | -14  |
| 13   | MS Ashdod            | 22  | 26 | 5  | 7  | 14 | 20 | 42 | -22  |
| 14   | Bnei Sakhnin         | 21  | 26 | 4  | 9  | 13 | 21 | 39 | -18  |

Légende
- qualification pour la poule pour le titre
- qualification pour la poule de relégation

Abréviations
- T : Tenant du titre
- S : Vainqueur de la Supercoupe d'Israël 2018
- P : Promus de Liga Leumit liga 2017-2018

### Deuxième phase

#### Poule pour le titre

##### Classement
Les clubs conservent la totalité des points acquis lors de la première phase.
| Rang | Équipe              | Pts | J  | G  | N  | P  | Bp | Bc | Diff |
| ---- | ------------------- | --- | -- | -- | -- | -- | -- | -- | ---- |
| 1    | Maccabi Tel-Aviv    | 89  | 36 | 27 | 8  | 1  | 76 | 17 | +59  |
| 2    | Maccabi Haïfa       | 57  | 36 | 16 | 9  | 11 | 45 | 42 | +3   |
| 3    | Hapoël Beer-Sheva T | 55  | 36 | 15 | 10 | 11 | 48 | 46 | +2   |
| 4    | Maccabi Netanya     | 53  | 36 | 15 | 8  | 13 | 45 | 47 | -2   |
| 5    | Bnei Yehoudah C     | 51  | 36 | 14 | 9  | 13 | 56 | 41 | +15  |
| 6    | Hapoël Hadera FC P  | 45  | 36 | 13 | 6  | 17 | 45 | 58 | -13  |

Qualifications européennes
- 1er : deuxième tour de qualification de la Ligue des champions 2019-2020
- C : troisième tour de qualification de la Ligue Europa 2019-2020
- 2e et 3e : premier tour de qualification de la Ligue Europa 2019-2020

Abréviations
- T : Tenant du titre
- C : Vainqueur de la Coupe d'Israël 2018-2019
- S : Vainqueur de la Supercoupe d'Israël 2018
- P : Promus de Liga Leumit liga 2017-2018

#### Poule de relégation

##### Classement
Les clubs conservent la totalité des points acquis lors de la première phase.
| Rang | Équipe               | Pts | J  | G  | N  | P  | Bp | Bc | Diff |
| ---- | -------------------- | --- | -- | -- | -- | -- | -- | -- | ---- |
| 7    | Beitar Jérusalem     | 43  | 33 | 11 | 10 | 12 | 43 | 43 | 0    |
| 8    | Hapoël Tel-Aviv FCP  | 42  | 33 | 9  | 15 | 9  | 40 | 30 | +10  |
| 9    | Hapoël Raanana       | 39  | 33 | 8  | 15 | 10 | 29 | 38 | -9   |
| 10   | Hapoël Kiryat Shmona | 38  | 33 | 9  | 11 | 13 | 34 | 35 | -1   |
| 11   | Hapoël Haïfa S       | 37  | 33 | 8  | 13 | 12 | 44 | 47 | -3   |
| 12   | MS Ashdod            | 37  | 33 | 10 | 7  | 16 | 34 | 54 | -20  |
| 13   | Maccabi Petach-Tikva | 36  | 33 | 8  | 12 | 13 | 33 | 51 | -18  |
| 14   | Bnei Sakhnin         | 27  | 33 | 5  | 12 | 16 | 27 | 50 | -23  |

Légende
- 13e et 14e : relégation en Liga Leumit

Abréviations
- P : Promus de Liga Leumit 2017-2018

## Bilan de la saison
| Championnat d'Israël de football 2018-2019                        |                              |
| Champion                                                          | Maccabi Tel-Aviv (24e titre) |
| Coupes et trophées                                                |                              |
| Vainqueur de la Coupe d'Israël 2018-2019                          | Bnei Yehoudah                |
| Qualifications continentales                                      |                              |
| Ligue des champions de l'UEFA 2019-2020                           | Maccabi Tel-Aviv             |
| Ligue Europa 2019-2020                                            | Bnei Yehoudah                |
| Ligue Europa 2019-2020                                            | Maccabi Haïfa                |
| Ligue Europa 2019-2020                                            | Hapoël Beer-Sheva            |
| Promotions et relégations                                         |                              |
| Promus en Championnat d'Israël de football                        | Hapoël Kfar Saba             |
| Promus en Championnat d'Israël de football                        | Sektzia Nes Tziona FC        |
| Relégués en Championnat d'Israël de football de deuxième division | Maccabi Petah-Tikva          |
| Relégués en Championnat d'Israël de football de deuxième division | Bnei Sakhnin FC              |